# Schizymenium clavellatum
Schizymenium clavellatum là một loài Rêu trong họ Bryaceae. Loài này được (Mitt.) A.J. Shaw miêu tả khoa học đầu tiên năm 1985.